# Aradi
Aradi (szerbül Арадац / Aradac, szlovákul Aradáč, németül Aradatz) település Szerbiában, a Vajdaságban, a Közép-bánsági körzetben, Nagybecskerek községben.

## Fekvése
A Tisza bal partja közelében, Nagybecskerek nyugati szomszédjában fekvő település.

## Története
A falu két település, Alsóaradi és Felsőaradi összeolvadásával jött létre. Alsóaradi szerb, míg Felsőaradi (Slovenský Aradáč) szlovák többségű.

### Alsóaradi

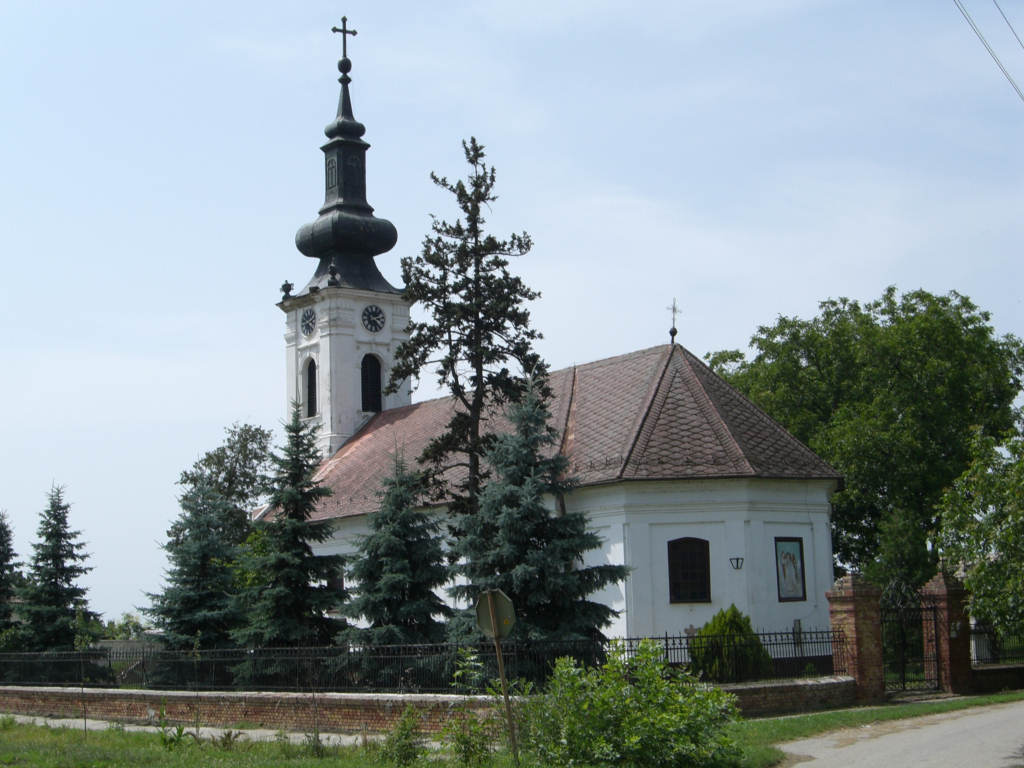
Az alsóaradi görögkeleti templom

Alsóaradi nevét 1332-1337. között már a pápai tizedjegyzék is említette, tehát már ekkor egyházas hely volt.
1422-ben György szerviai desputa birtoka volt, aki Aradit Birini Pál-nak adományozta.
A falu a török időkben elpusztult, később rácok telepedtek meg itt, és a falut Aradácz-nak nevezték el.
1851-ben Fényes Elek írta a településről:
Aradácz(Rácz-), szerb falu, Torontál vármegyében, Nagy Becsekerekhez 1 mérföldnyire síkságon. Van 225 háza, 1628 óhitű, 28 evangélikus, 19 római katholikus lakosa, óhitű parochia templommal, s két lelkésszel. Határa néhol ingoványos, általában gazdag termékenységű; posványaiban számos vad hemzseg. Van 79 6/8 egész urbéli telke; a majorságit nem tudom, de egy hiteles összeírásból láttam, hogy az ittebei és elleméri uradalomban majorsági és úrbéri föld összesen 70,136 hold, 974 négyszögöl van. Bírta e helységet a szerencsétlen elleméri és ittebei Kiss Erneszt császári-királyi ezredes és volt magyar altábornagy, ki Aradon október 6-kán 1849-ben agyonlövetett. E helység helyén hajdan Aradi magyar falu állott, mely már a 14. században virágzott, mint ezt a pápai tizedlajstrom mutatja 1332-1337-ről. Birtokosa 1422-ben György szerviai desputa volt, ki azt Birini Pálnak ajándékozá. A mohácsi vész után elpusztulván, később rácok ülték meg s Aradácznak nevezték.
Alsóaradinak 1910-ben 2048 lakosából 35 magyar, 161 szlovák, 1763 szerb volt. Ebből 71 római katolikus, 162 evangélikus, 1808 görögkeleti ortodox volt.

### Felsőaradi
Felsőaradi 1786-ban alakult, Párdányról idetelepült lakosokból.
1851-ben Fényes Elek írta a településről:
Aradácz(Tót-), tót falu, Torontál vármegyében, s Rácz-Aradácztól csak egy utca választja el. E helység 1786-ban szállítá ide első gyarmatait Párdányról, hol egyházuk felbomlott, s 130 családból állott egyelőre, de később a szinte feloszlott szőlősi egyházból 1792-ben több lakosokkal gyarapult. Utóbb Tót-Sztámorából is jöttek ide, s még az újabb időkben is különösen Nógrád megyeiek vándoroltak be. Jelenleg 217 házban 1731 lélek lakik, kik evangélikus tótok anyatemplommal. A férfiak 60 4/8 urbéri telket míivelnek, sok marhát és sertést tartanak; a nők fonnak, szőnek, s mindenféle élelmi szereket hordanak Becskerekre. Általában e nép szorgalmas, jámbor és istenfélő. A Kiss Erneszt-féle elleméri uradalomhoz tartozik.
Felsőaradinak 1910-ben 2397 lakosából 150 magyar, 28 német, 2192 szlovák lakosa volt. Ebből 151 római katolikus, 2200 evangélikus, 22 görögkeleti ortodox volt.
Felső- és Alsóaradi a trianoni békeszerződés előtt Torontál vármegye Nagybecskereki járásához tartozott.

## Népesség

### Demográfiai változások
| 1948 | 1953 | 1961 | 1971 | 1981 | 1991 | 2002 | 2011           |
| ---- | ---- | ---- | ---- | ---- | ---- | ---- | -------------- |
| 3897 | 3978 | 4001 | 3824 | 3825 | 3573 | 3461 | 3461 fő (2002) |

## Híres személyek
- Itt született, élt, alkotott és hunyt el Abaffy Lipót (1827-1883) evangélikus lelkész, szlovák nyelvű író.

## Jegyzetek

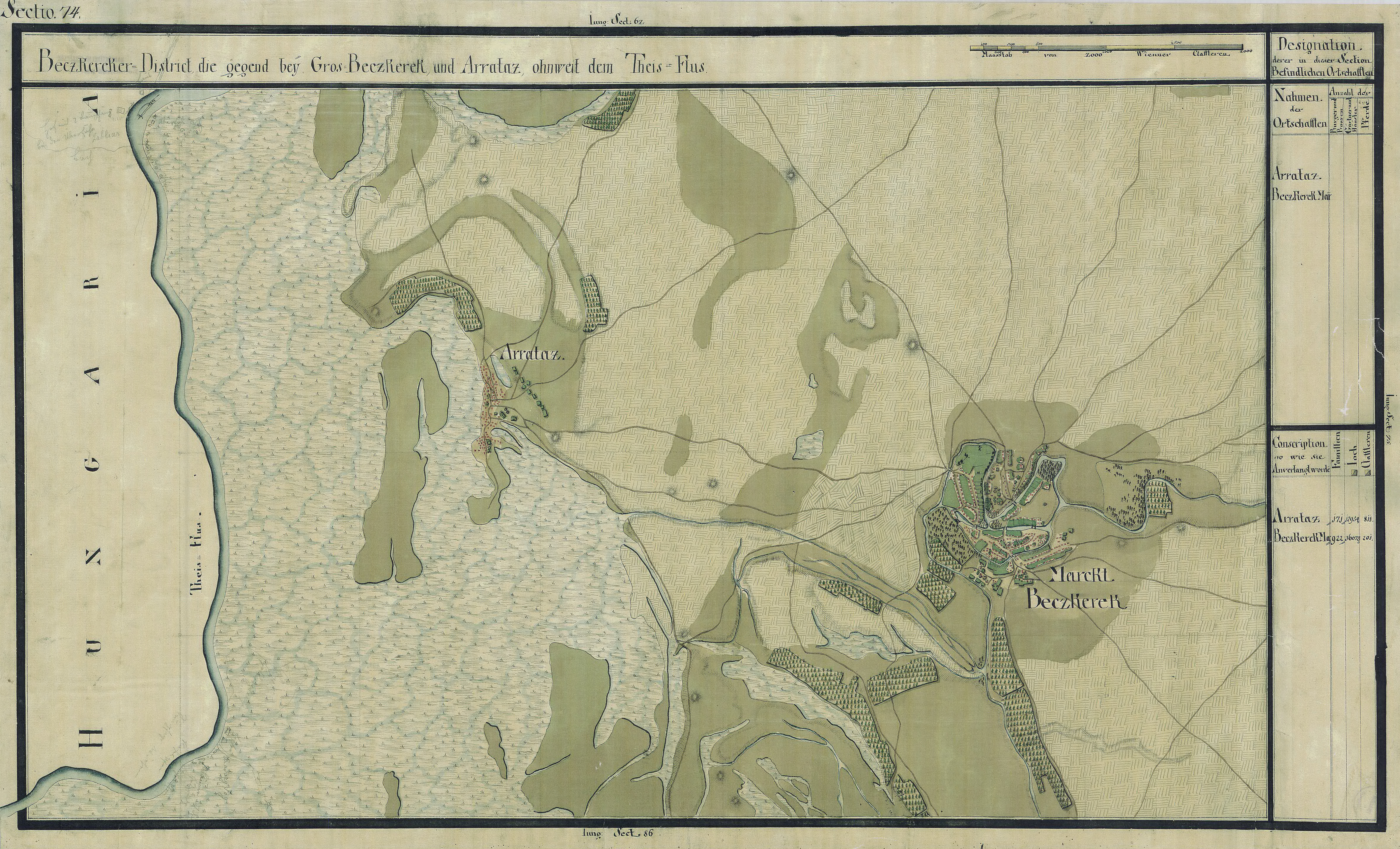
Alsóaradi és Felsőaradi környéke 1769-72 között